# David di Donatello du meilleur producteur étranger
Le Prix David di Donatello du meilleur producteur étranger est décerné par l'Académie du cinéma italien depuis 1956. Il a été décerné jusqu'en 1990.

## Palmarès

### Années 1950
- 1956 : Walt Disney pour La Belle et le Clochard de Clyde Geronimi, Wilfred Jackson et Hamilton Luske,
- 1957 : Laurence Olivier pour Richard III de Laurence Olivier, ex æquo avec Jack L. Warner pour Géant de George Stevens
- 1958 : Sam Spiegel pour Le Pont de la rivière Kwai de David Lean
- 1959 : non décerné

### Années 1960
- 1960 : non décerné
- 1961 : la Metro-Goldwyn-Mayer pour Ben-Hur de William Wyler
- 1962 : non décerné
- 1963 : non décerné
- 1964 : non décerné
- 1965 : Jack L. Warner pour My Fair Lady de George Cukor
- 1966 : la 20th Century Fox pour L'Extase et l'Agonie de Carol Reed
- 1967 : Carlo Ponti pour Le Docteur Jivago de David Lean
- 1968 : Stanley Kramer pour Devine qui vient dîner? de Stanley Kramer
- 1969 : Stanley Kubrick pour 2001, l'Odyssée de l'espace de Stanley Kubrick

### Années 1970
- 1970 : Martin Poll pour Le Lion en hiver d'Anthony Harvey
- 1971 : Anthony Havelock-Allan pour La Fille de Ryan de David Lean
- 1972 : non décerné
- 1973 : non décerné
- 1974 : non décerné
- 1975 : non décerné
- 1976 : non décerné
- 1977 : non décerné
- 1978 : non décerné
- 1979 : non décerné

### Années 1980
- 1980 : non décerné
- 1981 : Hungaro Film pour L'Éducation de Véra de Pál Gábor ex æquo avec Francis Ford Coppola et George Lucas pour Kagemusha, l'ombre du guerrier d'Akira Kurosawa
- 1982 : Warren Beatty pour Reds de Warren Beatty
- 1983 : Richard Attenborough pour Gandhi de Richard Attenborough
- 1984 : Jonathan Taplin pour Under Fire de Roger Spottiswoode
- 1985 : David Puttnam pour La Déchirure de Roland Joffé
- 1986 : Steven Spielberg pour Retour vers le futur de Robert Zemeckis
- 1987 : Fernando Ghia et David Puttnam pour Mission de Roland Joffé
- 1988 : Stanley Kubrick pour Full Metal Jacket de Stanley Kubrick
- 1989 : Frank Marshall et Robert Watts pour Qui veut la peau de Roger Rabbit de Robert Zemeckis

### Années 1990
- 1990 : Noel Pearson pour My Left Foot de Jim Sheridan